# Rubus pydarensiformis
Rubus pydarensiformis är en rosväxtart som beskrevs av David Elliston Allen. Rubus pydarensiformis ingår i släktet rubusar, och familjen rosväxter. Inga underarter finns listade i Catalogue of Life.